# Die Ketzerin
Die Ketzerin ist ein historischer Roman des deutschen Schriftstellers und Schauspielers Peter Berling, der im Jahr 2000 bei Bastei-Lübbe erschienen ist. Der Roman gilt als Prequel von Berlings „Grals-Zyklus“ und erzählt die Jugendjahre einer Protagonistin aus den ersten beiden Bändern der Gralsromane. Historischer Hintergrund ist der Albigenserkreuzzug im Süden Frankreichs des frühen 13. Jahrhunderts.

## Inhalt
Laurence, die rothaarige Tochter eines normannischen Barons, ist von dem Ziel beseelt, Ritter zu werden. In diesem Bestreben wird sie von ihrer Patentante Esclarmonde de Foix und der Marie de Sinclair, der Großmeisterin des geheimnisvollen Ordens der Prieuré de Sion, bestärkt. Um sich zu beweisen, reißt Laurence von zuhause aus, um mit ihrem Freund Gavin und dem abenteuerlichen Chevalier du Mont Sion einen Waffentransport in das ferne Konstantinopel zu begleiten. Dort, nach einem Umweg über Sizilien, angekommen, verstrickt sich Laurence in Liebesabenteuer, die erst durch ihre vermeintlich strenggläubige Mutter beendet werden, die Laurence zu ihrer besseren Erziehung mit nach Rom nehmen will. Auf Kreta ihrer Mutter entflohen, verliebt sich Laurence in den Herrscher der Insel, dessen Psyche jedoch durch eine Zeugungsunfähigkeit beeinträchtigt ist, die er mit einem mystischen Minotauroskult kompensiert.
Von Kreta entkommen, verbringt Laurence die nächste Zeit im Gefolge ihrer Patentante im Languedoc, von dessen mediterraner Kultur sie eingenommen wird. Laurence freundet sich mit der ebenso kämpferischen „Loba“ an und verliebt sich in die katharische Parfait Alazais. So gerät Laurence in den religiös-politischen Konflikt zwischen der römisch-katholischen Amtskirche und der häretischen Sekte der Katharer, wobei Laurence Partei für letztere ergreift. Dennoch ist sie gezwungen als Chronistin wider Willen mit ihrem Vater im Gefolge des Simon IV. de Montfort am Kreuzzug gegen die Albigenser teilzunehmen. Erst nachdem ihr Vater selbst zu einem Opfer der Kreuzritter wird, schließt sich Laurence als Faydit dem Untergrundkampf gegen diese an.
Nachdem Laurence bei einem gescheiterten Attentat auf den Mörder ihres Vaters den Falschen getötet hat, entschließt sie sich aus Reue gegenüber ihrer Mutter sich nach Rom zu begeben. Auf den Weg dorthin trifft sie den Weg des Kinderkreuzzuges und wird von der kirchlichen Obrigkeit gefangen genommen. An Laurence soll in Vaucouleurs ein Autodafé vollzogen werden, doch zu ihrer Rettung ist der Staufer Friedrich in der Stadt (zur Besiegelung des französisch-staufischen Bündnisses gegen die Welfen und Plantagenets). Da dieser ihr seit ihrer Begegnung auf Sizilien etwas schuldig blieb, erwirkt er eine Begnadigung für Laurence, die sich aus Buße ihres ketzerischen Lebens in den Dienst des Leprösenhospitals der Maria von Oignies in den Ardennen begibt.
Doch schon bald zieht es Laurence wieder in das Languedoc, wo sich Kreuzritter und Okzitanier zur schicksalhaften Schlacht bei Muret treffen.

## Bemerkungen
Als Inspirationsquellen des Autors dienten ihm, wie in fast allen seinen Romanen, die Verschwörungstheorien um die „Prieuré de Sion“ sowie das Buch Kreuzzug gegen den Gral des SS-Esoterikers Otto Rahn († 1939). Weiterhin ließ Berling eigene Recherchen zur mittelalterlichen Geschichte in die Handlung einfließen, die er in einem umfangreichen Anhang beschreibt.
Eine Vielzahl der in Die Ketzerin auftretenden Personen, einschließlich der Hauptfigur, traten bereits in größeren wie auch kleineren Rollen in Berlings vorangegangenen Werken auf, die chronologisch alle (ausgenommen Das Paradies der Assassinen) nach Die Ketzerin angesiedelt sind. Laurence selbst tauchte schon im Erstlingswerk des Autors Franziskus oder Das zweite Memorandum (1990) auf, wo ihre Biografie nach dem Verlassen des Languedoc in Rom aufgenommen wurde. Schließlich ist Laurence in den ersten beiden Bändern des „Grals-Zyklus“ (Die Kinder des Gral 1991; Das Blut der Könige 1993) als bereits etwa sechzigjährige Beschützerin der Gralskinder vertreten, die nach einem ereignisreichen Leben als Bordellchefin in Konstantinopel, Sklavenhändlerin und Piratin ein Dasein als Gräfin von Otranto führt.
Ungewöhnlich für die Heldin eines historischen-mittelalterlichen Romans ist Laurence charakterliche Zeichnung, so tritt sie bisweilen als arrogant und selbstgefällig auf. Auch ihr Streben nach einzig Männern erreichbaren Idealen wie dem Rittertum und dessen Praktizierung ragen dabei heraus. Diese Eigenschaften schlagen sich auch in Laurence sexueller Orientierung nieder. Ist sie als junge Frau in Die Ketzerin noch beiderlei Geschlecht zugeneigt führt sie in ihrer späteren Biografie ausschließlich lesbische Beziehungen und nimmt Männern gegenüber eine ablehnende Haltung ein, die bis zu Misandrie neigt.
Laurence de Belgrave und ihr Vater werden als Angehörige des niederen normannischen Adels beschrieben, als Vasallen des Simon de Montfort, Graf von Leicester. Tatsächlich hat ab dem späten 12. Jahrhundert im anglo-normannischen England eine normannische Familie des Landadels (Gentry) namens „Belgrave“ existiert. Das ursprünglich Merdegrave („Dunggraben“) genannte Landgut samt Dorf gelegen am Soar hat nach der normannischen Eroberung 1066 zu den Besitzungen der Grafen von Leicester gehört, die den Flurnamen in Belgrave („Schöner Graben“) geändert haben. Ab dem Jahr 1200 ist hier eine Gutsbesitzerfamilie urkundlich verbürgt, die offenbar in Vasallität zu den Grafen gestanden hat. In der zweiten Hälfte des 13. Jahrhunderts hat zu dieser Familie auch eine Person namens Laurence de Belgrave gehört, bei der es sich allerdings um einen Mann gehandelt hat. Die Familie existierte noch bis in das 17. Jahrhundert fort. Einige ihrer Angehörigen haben ihre letzte Ruhestätte in der neben dem Herrenhaus (Belgrave Hall) errichteten Kirche St. Peter gefunden. Belgrave Village ist 1892 in die City of Leicester eingemeindet wurden und bildet heute einen eigenen Stadtteil und Wahlkreis.

## Fiktive Romanfiguren
- Laurence de Belgrave (gen.: Laure-Rouge)
- Gavin Montbard de Béthune, Laurence Freund und angehender Tempelritter
- Lionel de Belgrave, Laurence Vater, Herr von L’Hersmort
- Lady d’Abreyville alias Livia di Septimsoliis-Frangipane, Laurence Mutter
- Loba die Wölfin alias Roxalba de Cab’Aret (Cabaret), Laurence Freundin, eine okzitanische Patriotin
- Alazais d’Estrombèze, Laurence Liebe, eine Parfait
- Michael de Montferrat, Despot von Kreta
- Chevalier du Mont Sion alias John Turnbull, Valdemarius von Limburg etc., ein wandlungsfähiger Abenteurer
- Sicard de Payra, ehemaliger Heer von L’Hersmort
- René de Châtillon, „Laurence Ritter“
- Sanci de La Roche, Geliebte von Laurence, René de Châtillon und Guido della Porta
- Charles d’Hardouin, Kreuzritter, Mörder von Laurence Vater
- Marie de Sinclair, Großmeisterin der Prieuré de Sion
- Raoul (der spätere Crean de Bourivan), Sohn des Chevaliers und der Alazais
- Titus (der spätere Vitus von Viterbo), Sohn von Loba und dem Grauen Kardinals

## Historische Romanfiguren
- Esclarmonde de Foix, Laurence Patentante, eine Parfait
- Guido (gen.: della Porta), Laurence Halbbruder, später als Guido II. Bischof von Assisi und Förderer des heiligen Franziskus
- Pierre de Castelnau, päpstlicher Legat im Languedoc
- Rainer di Capoccio, Bischof von Viterbo, der Graue Kardinal
- Alain de Roucy, ein Kreuzritter
- Florent de Ville, ein Kreuzritter und Freund Roucys
- Aimery de Montréal, ein Faydit
- Xacbert de Barbaira, ein Faydit
- Pierre Roger de Cab’Aret (Cabaret), Lobas Bruder, ein Faydit
- Maria von Oignies, Begine und Mystikerin
- Jakob von Vitry, Hagiograph der Maria von Oignies, später Bischof von Akkon
- Simon IV. de Montfort (gen.: le Brut), Anführer des Albigenserkreuzzuges
- Peter II. der Katholische, König von Aragon
- Ludwig VIII., Kronprinz von Frankreich
- Friedrich von Hohenstaufen, König von Sizilien, Kaiser